# Harvey (Australia)
Harvey è una città situata nella regione di South West, in Australia Occidentale; essa si trova 140 chilometri a sud di Perth ed è la sede della Contea di Harvey. Al censimento del 2006 contava 2.606 abitanti.